# Seleção Sealandesa de Futebol
A Seleção Sealandesa de Futebol é a seleção nacional de futebol de Sealand, micronação fundada em 1967, que consiste em uma plataforma no mar com 27 habitantes e 550 m². Não é membro da FIFA nem da UEFA, sendo também membro da N.F.-Board. O time é composto por atores, ex-jogadores de rugby e membros da realeza. A seleção está se esforçando para ser reconhecida pela FIFA ou a UEFA e o país pela ONU. 
Seu primeiro jogo oficial foi contra a Seleção Alandesa de Futebol, em maio de 2004. Não entra em campo desde 2014, embora ocorram discussões para reativar a seleção a partir de abril de 2023., e um pedido de filiação à CONIFA foi rejeitado em 2018.

## Resultados

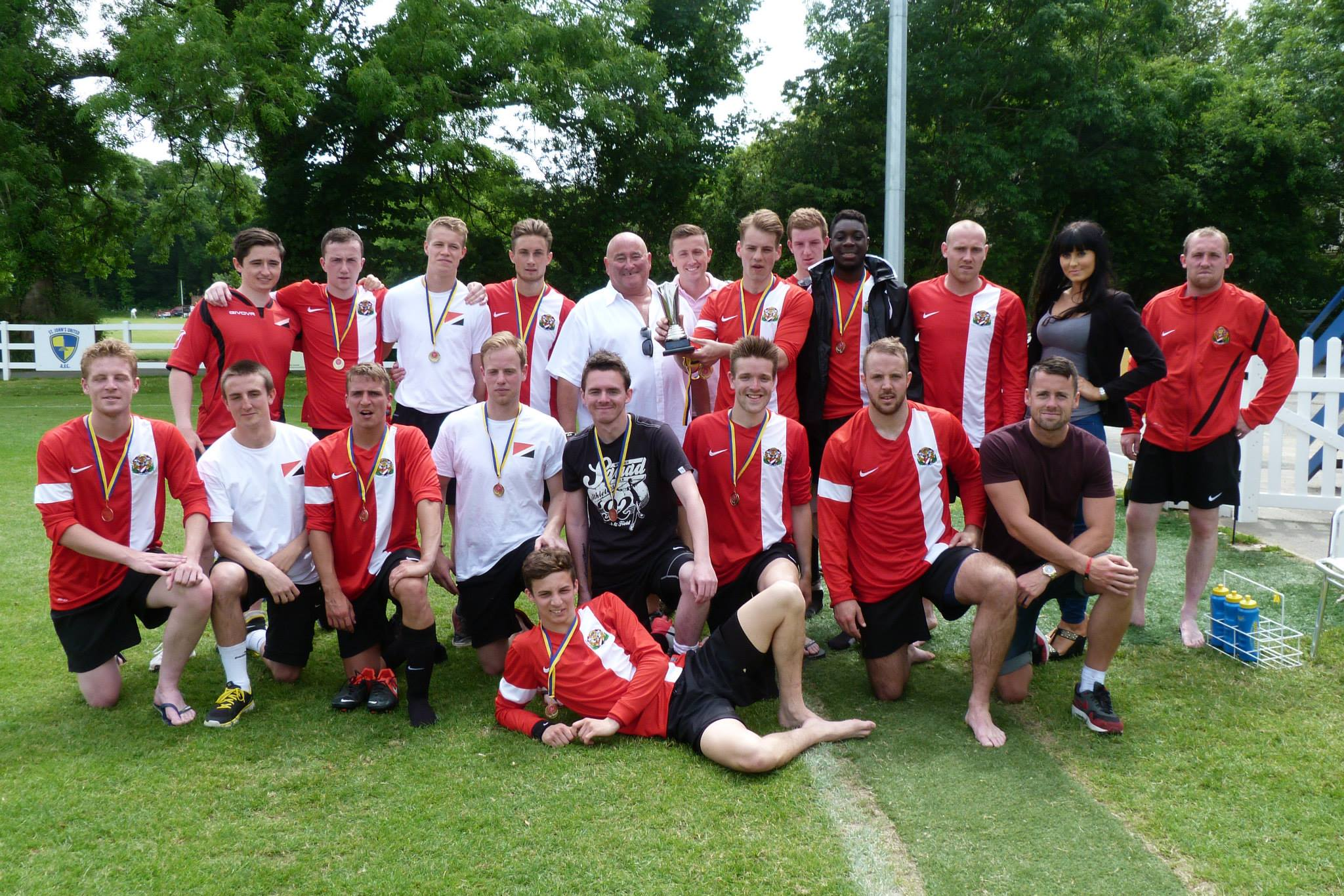
Seleção Sealandesa de Futebol em 2013, estão presentes na foto o Príncipe Soberano Michael e o Príncipe Herdeiro James.

[carece de fontes?]
| Histórico de resultados | Histórico de resultados | Histórico de resultados | Histórico de resultados |
| Data                    | Local                   | Adversário              | Resultado               |
| ----------------------- | ----------------------- | ----------------------- | ----------------------- |
| 11 de agosto de 2014    | Cap d'Ail, França       | Mônaco                  |                         |
| 10 de agosto de 2014    | Ospedaletti, Itália     | Seborga                 | 3-2                     |
| 9 de agosto de 2014     | Chur, Suiça             | Raetia                  | 6-1                     |
| 17 de maio de 2014      | Londres, Inglaterra     | Somalilândia            | 2-2                     |
| 5 de maio de 2014       | Crawley, Inglaterra     | Ilhas Chagos            | 1-1 (4-3)               |
| 23 de fevereiro de 2014 | Godalming, Inglaterra   | Ilhas Chagos            | 4-2                     |
| 7 de julho de 2013      | St. John's, Ilha de Man | Alderney                | 2-1                     |
| 5 de julho de 2013      | St. John's, Ilha de Man | Occitânia               | 0-8                     |
| 4 de julho de 2013      | St. John's, Ilha de Man | Tamil Eelam             | 3-5                     |
| 8 de março de 2013      | Godalming, Inglaterra   | Alderney                | 2–1                     |
| 25 de agosto de 2012    | Alderney                | Alderney                | 1–1 (4-5)               |
| 5 de maio de 2012       | Godalming, Inglaterra   | Ilhas Chagos            | 1–3                     |
| 15 de maio de 2004      | Åland                   | Åland                   | 2–2                     |

## Títulos
- Bavaria Cup (1): 2012[5]